# Пластиковая бутылка

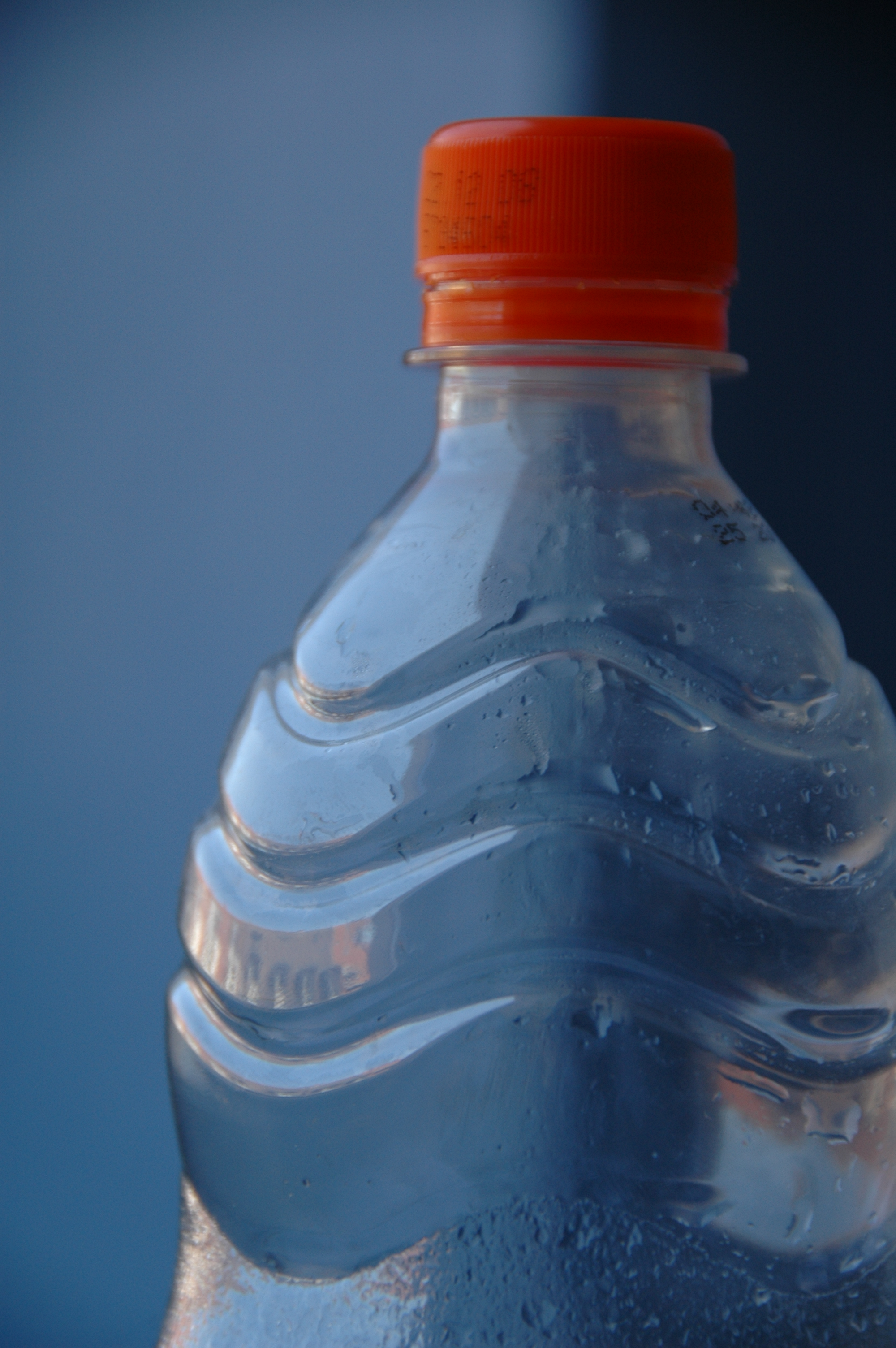
ПЭТ-бутылка

Пластиковая бутылка — пластиковый контейнер/тара (бутылка) для содержания, защиты и транспортировки жидкостей. Пластиковые бутылки дают большое удобство в их производстве, эксплуатации, на линиях розлива, транспортировке в них готового продукта, поскольку их вес до десяти раз меньше, чем стеклянных бутылок, и они не бьются. Пластиковые бутылки, как правило, используется для хранения жидкостей, таких как вода, в том числе газированная, безалкогольные напитки, моторные масла, растительное масло, лекарства, шампунь, молоко, чернила, пиво, крепкий алкоголь и тому подобные.

## История
Пластиковые бутылки были впервые использованы в коммерческих целях в 1947 году, но оставались относительно дорогими до начала 1960-х, когда были изготовлены из полиэтилена высокой плотности (PEHD / HDPE).

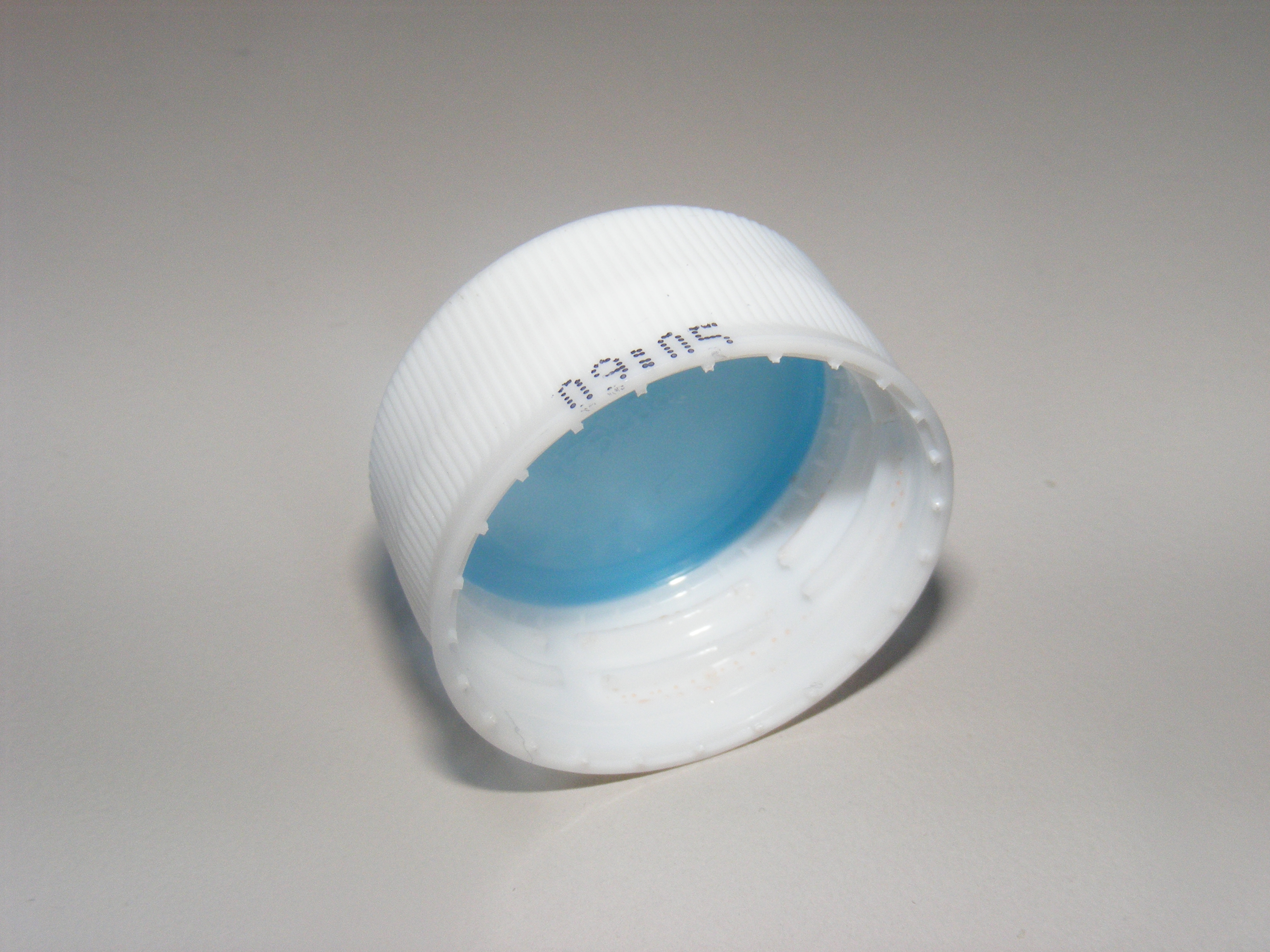
Пластиковый колпачок бутылки

Они быстро стали популярными, как у производителей, так и у потребителей из-за их простоты применения и сравнительно низких затрат на производство по сравнению со стеклянными бутылками. В пищевой промышленности практически полностью заменено стекло пластиковыми бутылками, а вино и пиво, как и ранее, широко продается в стеклянных бутылках.

## Изготовление
Пластиковые бутылки формируются с использованием различных методов в зависимости от применяемого материала (вида полимера) и жидкости, которую упаковывают в бутылку. Основным сырьем для создания пластиковых бутылок служит полиэтилентерефталат (ПЭТ), который также известен под именами лавсан, дакрон или термопластик. Процесс создания пластиковых бутылок начинается с ПЭТ-гранул. Эти гранулы активно абсорбируют влагу из воздуха, поэтому перед формированием пресс-форм их тщательно сушат в специальных установках. После сушки гранулы расплавляют и добавляют краситель. Затем расплавленную массу под давлением впрыскивают в охлажденную форму, получая прессформы — основы для будущих бутылок. Одно из главных преимуществ ПЭТ-бутылок — простота их создания. Преформу нагревают и помещают в форму. Внутрь вставляется длинный металлический стержень, который, опускаясь, формирует горячую прессформу. После формирования бутылка охлаждается водой.

### Материалы и маркировка
Полиэтилентерефталат (PET, PETE, терефталат или полиэстер): обычно используется для газированных напитков и воды. Хорошая химическая стойкость (хотя ацетон и кетоны разрушают ПЭТ, а также кислоты и щёлочи делают его непрозрачным и хрупким) и высокая степень ударопрочности и прочности на разрыв. Отдельные марки ПЭТ позволяют использовать технологии горячего разлива напитка. Как правило, материал не обеспечивает устойчивость к высоким температурам, максимальная температура 71 °С. Однако современные разработки новых марок ПЭТ позволяют увеличить устойчивость к высоким температурам вплоть до использования в качестве стаканчиков в кофейных автоматах.
Полиэтилен высокой плотности (HDPE): наиболее широко используемое сырьё для пластиковых бутылок. Этот материал является экономичным, ударопрочным, и обеспечивает хороший барьер проницаемости влаги. HDPE совместим с широким спектром продуктов, включая кислоты и щёлочи, но не совместим с растворителями. HDPE естественно прозрачный и гибкий. Хотя HDPE обеспечивает хорошую защиту при температуре ниже точки замерзания, он не может быть использован с продуктами нагретыми выше чем на 88°С (190 °F) или продуктами, которые требуют герметичной (вакуумной) упаковки.
Поливинилхлорид (PVC, ПВХ): имеет очень хорошую стойкость к маслам, и имеет очень низкий уровень передачи кислорода. Этот материал обеспечивает бутылке отличный барьер для большинства газов, хорошую ударную вязкость. Материал химически устойчив, но уязвим для воздействия растворителей. ПВХ экспонаты имеют слабую устойчивость к высоким температурам и будет деформироваться при 71 °С , что делает такую бутылку непригодной для заполнения горячими продуктами.
Полиэтилен низкой плотности (LDPE): менее жесткий и в целом менее химически устойчив, чем HDPE, но является более прозрачным. LDPE значительно дороже, чем HDPE.
Полипропилен (PP): в основном используется для банок с отличным барьером влаги. Одно из главных преимуществ полипропилена — это его стабильность при высоких температурах до 93 °C (200 °F). Полипропилен подвергается автоклавированию и стерилизации паром, пригодный для заполнения горячими продуктами. Полипропилен имеет отличную химическую стойкость, но имеет низкую ударостойкость при низких температурах.
Полистирол (PS): бутылка обычно используется с сухими продуктами, включая витамины, специи и др.. Стирол не обеспечивает хорошие барьерные свойства и демонстрирует плохую ударопрочность.
Пост-потребительские смолы (PCR): является смесью вторично переработанных HDPE (в основном емкости из-под молока и воды) с первичным HDPE. Переработанный материал очищается и перерабатывается в единые гранулы вместе с первичным материалом, что специально проводится для создания сопротивления к растрескиванию. PCR не имеет запаха, но имеет незначительный жёлтый оттенок в его естественном состоянии. Этот оттенок может быть скрыто за счет добавления цвета. PCR легко обрабатывается и недорогой. Тем не менее, он не может вступать в прямой контакт с пищевой или фармацевтической продукцией. PCR может выпускаться с различным содержанием продуктов переработки (до 100 %).
K-смолы (SBC): хорошо подходят для широкого спектра упаковочных материалов в силу своей глянцевости, и ударопрочности. K-смолы, производные стирола, легко обрабатываются на полиэтилен-оборудовании. Подходят для упаковки многих продуктов, но несовместимы с насыщенными и ненасыщенными жирами и растворителями.
HDPE, обработанный фтором: бутылки подвергаются воздействию фторирующего газа во вторичной операции. Бутылки внешне похожи на HDPE и имеют исключительные барьерные свойства углеводородов и ароматических растворителей. «Фтор-обработанные» бутылки прекрасно подходят для использования как бутылок с инсектицидами, пестицидами, гербицидами, фотографическими химикатами, сельскохозяйственными химикатами, бытовыми и промышленными очистителями, электронными химическими веществами, медицинскими очистителями и растворителями, ароматизаторами, отдушками, эфирными маслами, поверхностно-активными веществами, полиролями, добавками, продуктами очистки граффити, изделиями для ухода за камнем и плиткой, восками, растворители, бензином, биодизелем, ксилолом, ацетоном, керосином и многими другими продуктами.

#### Срок хранения пластиковых бутылок
В целом, срок хранения пластиковых бутылок может колебаться от 1 до 5 лет.
Если разбираться подробнее, то ответ на этот вопрос зависит от многих факторов:
1. Тип пластика, из которого изготовлена бутылка. Некоторые виды пластика более прочные и долговечные, чем другие. Например, бутылки из полиэтилена обладают более высокой прочностью и способны храниться дольше, чем бутылки из полистирола.
2. Содержимое бутылки: некоторые жидкости, такие как кислоты или жирные продукты, могут повредить пластик и сократить срок хранения.
3. Условия использования: бутылки, которые используются часто или подвергаются механическому нагружению, могут иметь более короткий срок хранения.

Существует несколько способов продления жизни пластиковой бутылки. К ним относятся:
1. Хранение в темном и сухом месте. Солнечный свет и влажность могут привести к изменению цвета и структуры пластика, поэтому лучше хранить бутылки в кабинете или на полке, защищенной от солнечного света.
2. Избегание контакта с кислотами и алкалинами. Кислоты и алкалины могут повредить пластик, поэтому не храните такие жидкости в пластиковых бутылках.

### Технологический процесс

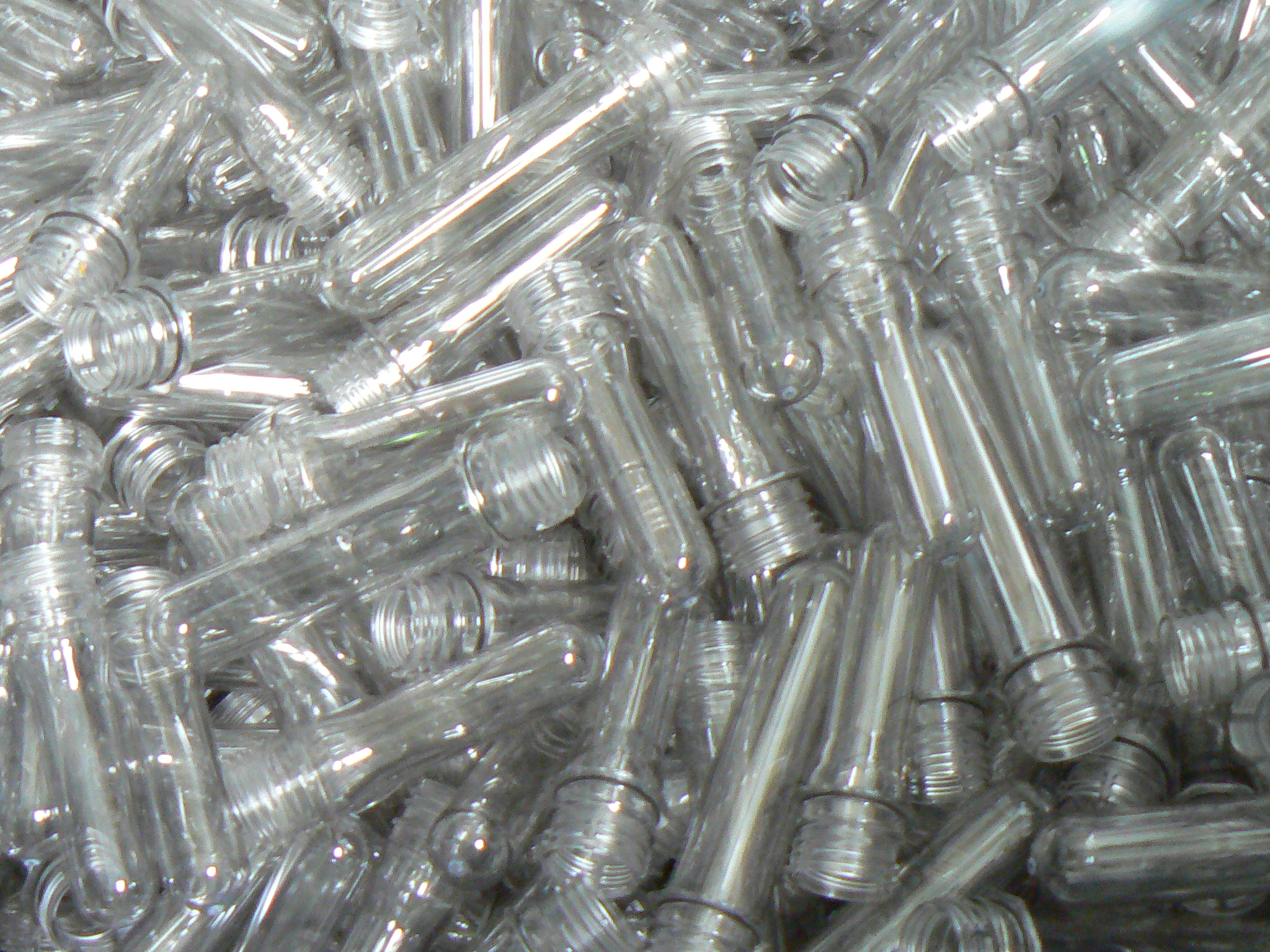
Заготовки пластиковых бутылок (или «преформа») перед выдувным формованием бутылки

#### Изготовление ПЭТ-бутылок
Технология изготовления тары из ПЭТ делится на два этапа:
1. Производство заготовок — преформ.
2. Выдув бутылки из разогретой преформы с помощью сжатого воздуха.

Изготовление заготовок для тары из ПЭТ:
- Разогрев полимерной массы в рабочем цилиндре и ее впрыск в пресформу. Масса подается на пресформу в разогретом виде с последующим охлаждением, где формируется заготовка небольшого размера (преформа) с достаточно большой толщиной стенок (размер и толщина стенок преформы зависит от объема будущего изделия). На данном этапе формируется горлышко с помощью разъемной металлической части пресформы.

Заготовки могут складироваться и отправляться на производство или сразу подаваться на линию, где происходит их разогрев и выдув бутылки.
Формование готовых бутылок:
- Заготовки отправляют в камеру нагрева, где полимер разогревается до температуры, необходимой для приобретения достаточной пластичности.
- Заготовка помещается в металлическую обратную форму, имеющую контуры будущей бутылки.
- При помощи герметично присоединенной насадки на горлышко заготовку плавно наполняют воздухом, чтобы избежать деформаций и повреждений изделия.
- В результате заготовка увеличивается в размерах и занимает всё пространство формы, приобретая необходимую геометрию.
- С помощью перепада температуры (обратная форма холодная) достигается прозрачность изделия. Данный процесс обозначают как стеклование.
- После остывания изделие можно использоваться для фасовки напитков и других жидкостей.

## Влияние на здоровье и окружающую среду

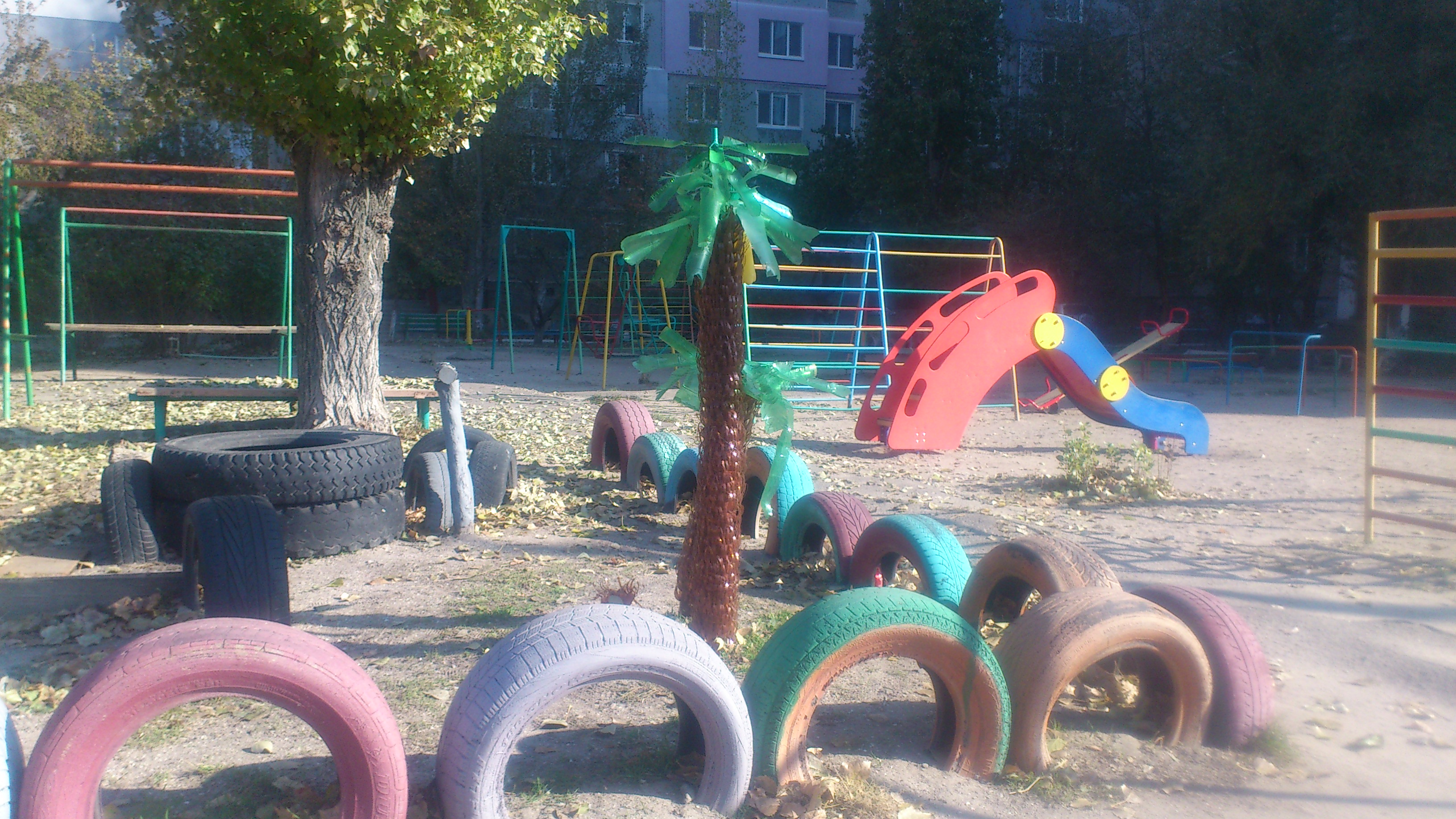
Детская площадка с автошинами и скульптурой пальмы из ПЭТ-бутылок на Намыве в Николаеве

Каждую секунду в мире производят 20 тысяч пластиковых бутылок, а покупают каждую минуту — миллион. В 2016 году по всему миру в общей сложности было продано более 480 млрд пластиковых бутылок для питья. И к 2021 году число продаваемых бутылок вырастет еще на 20 % — до 583,3 млрд, создавая экологический кризис, который, по прогнозам некоторых участников экологических кампаний, будет сопоставим по серьезности с изменением климата.
В 2016 году во всем мире меньше половины всех проданных бутылок были собраны для переработки. Из них только 7 % были переработаны в новые вещи. Около 12 % пластиковых отходов сжигается, но данный способ утилизации не решает проблему экологии, так как в ходе сгорания могут выделяться диоксины и другие токсические вещества.
Экологические организации предлагают если не полный, то максимальный отказ от пластиковых бутылок и призывают переходить на использование многоразовой тары или альтернативных материалов (стекло, алюминий).
Однако, согласно некоторым исследованиям, производство бутылок из стекла или алюминия не являются решением — пластиковая бутылка, в частности из ПЭТ, может оказаться экологичнее этих материалов на всех этапах жизненного цикла.
Если сравнивать углеродный след 330 мл алюминиевой банки и ПЭТ бутылки при минимальном содержании в них вторичного сырья, углеродный след алюминиевой банки в 2—4 раза выше. Углеродный след алюминиевой банки будет сопоставим с аналогичным ПЭТ-бутылки только если она будет содержать среднее количество переработанного алюминия и если для ее производства будет использоваться возобновляемая энергия.
Также ПЭТ-бутылка превосходит стеклянную тару по показателям веса и потенциалу переработки. Перевозка 14 000 литров воды в пластиковых бутылках объемом 0,5 литров на расстояние 1600 км потребует на 355 литров меньше дизельного топлива, чем перевозка такого же объема воды в стеклянной таре 0,5 литров, что снизит выбросы СО2 на 60 %.

## Переработка
ПЭТ-бутылка является самой распространённой упаковкой в России, произведенной из пластика, относящегося к маркировке 01, PET, ПЭТ (полиэтилентерефталат).
Бутылки из ПЭТ собирают повсеместно, так как они являются наиболее популярным видом пластика у заготовителей «бытового» вторсырья, и сопоставимы с объемами сбора макулатуры и металла. Таким образом ПЭТ-бутылки от напитков можно сдать на переработку во всех пунктах приёма, где принимают пластик, а также в специализированные контейнеры. Возможны случаи, когда в пункте приема ПЭТ — единственный вид пластика, который принимается.
Собранные отходы перерабатываются при помощи технологии «бутылка в бутылку». Данная технология подразумевает, что весь собранный пластик будет загружен в специальную установку, пройдет процедуру обработки и на выходе появится в виде хлопьев (ПЭТ-флексы), из которых сделают вторичную гранулу, которую можно снова использовать для производства бутылок вплоть до упаковки пищевой продукции. Например, завод «ПЛАРУС» в Подмосковье, который из собранных пластиковых бутылок производит ПЭТ гранулу, которую используют при производстве бутылок для пищевых продуктов. Также есть и другие технологии повторного использования ПЭТ бутылок и флексов из них. Как пример, на предприятии «Полиэф» в Башкирии организован проект по запуску мощностей по переработке ПЭТ-флексов для производства первичной ПЭТ-гранулы с содержанием вторичного ПЭТ (до 25 % содержания вторичного пластика). Эти гранулы используют для производства ПЭТ-бутылок для упаковки пищевой продукции.
Также существуют и другие технологии переработки ПЭТ-тары, к примеру, из флексов производят волокна и нити для использования в легкой промышленности, за счет обратимости реакции получения ПЭТ разрывают полимерную цепочку до состояния мономеров с последующей очисткой и производством полимера, с использованием бактерий производят разложение полиэтилентерефталата и др.

### Мировая практика
В мае 2020 года британская компания GreenRedeem опубликовала результаты эксперимента по внедрению фандоматов по сбору ПЭТ в школах. Проект проходил с января по декабрь 2019 года в 25 школах Беркшира. Результатом стало то, что около 12 тысяч учеников сдали почти 160 тысяч пластиковых бутылок с общим весом 5 тонн. Как итог — процент сбора пластиковых отходов оказался большим, чем у традиционной залоговой системы. Главным достижением эксперимента стало то, что еженедельно в школах собирали большое число «чистого» ПЭТ, который вторично перерабатывали.
Компания Coca-Cola в ближайшее время не планирует отказываться от одноразовых пластиковых бутылок в пользу жестяных и стеклянных, но заявила, что к 2030 году будет перерабатывать весь пластик, используемый при производстве упаковок. Для реализации компания собирается использовать при производстве упаковки минимум 50 % переработанного материала.

### Российская практика
В 2008 году в Новокузнецке был организован городской конкурс на лучший способ переработки пластиковых бутылок, в котором победил проект студентов Сибирского государственного индустриального университета по изготовлению из них стандартизованных пластмассовых плиток для пешеходных дорожек. Первые изготовленные плитки было решено использовать для благоустройства университетского парка.
В рамках плей-офф 2017 года на всех аренах команд Единой Лиги ВТБ были установлены специальные корзины для сбора пластиковых бутылок. В рамках первого раунда плей-офф было собрано более 3 тысяч бутылок, которые были переданы компаниям, занимающимся переработкой пластика в регионах.
В 2019 году Российский футбольный союз объявил, что на всех турнирах под эгидой РФС, будет организован раздельный сбор пластиковых бутылок с целью дальнейшей их переработки и реализованы принципы эффективного управления отходами на спортивных аренах.
С 2017 года в магазинах «Вкусвилл» работали китайские фандоматы для сбора отходов, в том числе пластиковых бутылок. В декабре 2019 года стартовал проект по замене фандоматов иностранного производства на российские. Они были рассчитаны на приём до 30 бутылок за один сеанс и 600 до полного заполнения фандомата.
В 2020 году в рамках пилотного проекта «РТ-Инвест» установил в 20 школах Казани свои фандоматы. Всего за полтора месяца в школе было собрано 180 тысяч бутылок, что в 5 раз выше сборов через торговые сети. Проект не являлся коммерческим, а был направлен на привлечение внимания населения к сбору и переработке пластиковых отходов.